# 小行星1093
小行星1093（1093 Freda）是一颗绕太阳运转的小行星，为主小行星带小行星。该小行星于1925年6月15日发现。
該小行星以法國礦山土木工程師，波爾多科學院的捐贈者弗雷德·普雷沃特（Fred Prévost）命名。

## 轨道参数
小行星1093的轨道半长轴为3.1299209 UA，离心率为0.271。